# Tungstat de zirconi(IV)
El tungstat de zirconi(IV) o wolframat de zirconi(IV) és un compost inorgànic, del grup de les sals, que està constituït per anions tungstat o wolframat {\displaystyle {\ce {WO4^{2-}}}} i cations zirconi (4+) {\displaystyle {\ce {Zr^{4+}}}}, la qual fórmula química és {\displaystyle {\ce {Zr(WO4)2}}}. Es tracta d'un compost rar perquè en augmentar la temperatura es contreu quan la gran majoria de les substàncies es dilaten.

## Propietats
Es presenta en tres fases, l'α cristal·litza en el sistema cúbic, la β també i la γ en el sistema trigonal. L'α és la més estudiada. Es presenta en forma de pols de color verd pàl·lid de densitat 5,1 g/cm³. L'índex de refracció val 1,669. La seva solubilitat en aigua és molt baixa (>0,1 mg/l a 293 K). La seva característica més destacada és que presenta un coeficient d'expansió tèrmica negatiu en totes direccions des de 0 K a 1050 K (780 °C), temperatura a la qual es descompon. La fase estable per sota els 155 °C s'anomena α-tungstat de zirconi(IV) i experimenta una transformació de fase de segon ordre a una fase desordenada de simetria superior, anomenada β-tungstat de zirconi(IV). Quan està exposada a alta pressió a temperatura ambient, la fase α es converteix en un polimorf més dens, anomenat fase γ. Aquesta fase persisteix a pressió atmosfèrica, però torna a la forma α quan s'escalfa.